# حالوش (جنس)
المَالُوش أو الحَالُوش أو الحَفَّّار أو الحَرَّاثَة (باللاتينية: Gryllotalpa) جنس حشري ذو أهمية اقتصادية محدودة يصيب بعض المحاصيل عن طريق حفر الساق.
تتبع هذه الحشرة لفصيلة (باللاتينية: Gryllotalpidae) من طبقة الحشرات من شعبة المفصليات من مملكة الحيوان. وهو جنس مهدد بالانقراض.

## أنواع
من الأنواع التي تتبع هذا الجنس:
- حالوش البطاطا أو الحالوش الأوروبي
- الحالوش الأسترالي
- الحالوش الأمريكي
- الحالوش الآسيوي